# عمدة باريس
عمدة باريس  (بالفرنسية: Maire de Paris) هو منصب سياسي وإداري في باريس في فرنسا. عمدة باريس هو رئيس مجلس باريس والمجلس البلدي والعام للعاصمة الموجود في قصر بلدية باريس. مدة المنصب 6 سنوات.

قبل الثورة الفرنسية، بلدية باريس كانت تدار من قبل عميد باريس (أو عميد تجار باريس). في 14 يوليو 1789، وبعد اقتحام سجن الباستيل، عميد باريس جاك دو فليسال، قتل في فناء قصر بلدية باريس. أول عمدة لباريس تم انتخابه من الغد.

لأكثر من قرن، من 1871 حتى 1977، تمت إدارة المدينة من قبل الدولة، وباريس لم يكن لديها عمدة. بين 1977 و2002، عمدة باريس لم تكن لديه صلاحيات الشرطة البلدية، التي تمتثل لمحافظة شرطة باريس. منذ 2002، تم تقسيم هذه الصلاحية بين عمدة باريس ومحافظ شرطة باريس.

مدينة باريس أصبحت كذلك منذ إلغاء إقليم السين، مدينة إقليم، لتكون بذلك الوحيدة في فرنسا تكون في نفس الوقت مدينة وإقليما، ولذلك مجلس باريس يقوم بنفس الوقت بمهام المجلس العام، والعمدة بمهام رئيس المجلس العام.

بعد انتخابه كعمدة لباريس في مارس 1977، جاك شيراك استقال من منصبه في مجلس كوريز العام والذي يترأسه، لأن القانون الفرنسي يمنع عضوية أكثر من مجلس عام في نفس الوقت.

## قائمة العمد
| الاسم | الاسم | تواريخ العهدة  | تواريخ العهدة  | الحزب | الحزب                                                               | ملاحظات |
| --- | ----- | -------------- | -------------- | ----- | ------------------------------------------------------------------- | --- |
| قائمة عمد باريس منذ الثورة الفرنسية                                                                            |       |                |                |       |                                                                     | |
| جان سيلفان بايي                                                                                                |       | 15 يوليو 1789  | 18 نوفمبر 1791 |       |                                                                     | استقال |
| جيروم بيتيون دو فيلنوف                                                                                         |       | 18 نوفمبر 1791 | 15 أكتوبر 1792 |       |                                                                     | علق بين 6 و13 يوليو 1792 استقال |
| فيليبار بوري                                                                                                   |       | 7 يوليو 1792   | 13 يوليو 1792  |       |                                                                     | عمدة مؤقت |
| بوشيه رونيه |       | 15 أكتوبر 1792 | 2 ديسمبر 1792  |       |                                                                     | عمدة مؤقت |
| هنري لوفافر دورميسون                                                                                           |       | 21 نوفمبر 1792 |                |       |                                                                     | رفض نفسه |
| نيكولا شامبون                                                                                                  |       | 1 ديسمبر 1792  | 4 فبراير 1793  |       |                                                                     | استقال |
| جان نيكولا باش                                                                                                 |       | 14 فبراير 1793 | 10 مايو 1794   |       |                                                                     | اعتقل |
| جان باتيست فلوريو لسكو                                                                                         |       | 10 مايو 1794   | 28 يوليو 1794  |       |                                                                     | أعدم في 28 يوليو 1794 |
| إلغاء عمدة باريس بين 1794 و1848 (من سقوط روبسبيار إلى الثورة الفرنسية 1848)                                    |       |                |                |       |                                                                     | |
| لوي أنتوان غارنييه باجيه                                                                                       |       | 24 فبراير 1848 | 5 مارس 1848    |       |                                                                     | |
| أرمون ماراست                                                                                                   |       | 9 مارس 1848    | 19 يوليو 1848  |       |                                                                     | |
| إلغاء عمدة باريس بين 1848 و1870 (من ثورة أيام يونيو إلى سقوط نابليون الثالث وإعلان الجمهورية الفرنسية الثالثة) |       |                |                |       |                                                                     | |
| إتيان أراغو |       | 4 سبتمبر 1870  | 15 نوفمبر 1870 |       |                                                                     | |
| جول فيري |       | 15 نوفمبر 1870 | 5 يونيو 1871   |       | الجمهوريون الإنتهازيون                                              | |
| إلغاء عمدة باريس بين 1871 حتى 1977                                                                             |       |                |                |       |                                                                     | |
| جاك شيراك |       | 20 مارس 1977   | 16 مايو 1995   |       | تجمع من أجل الجمهورية (RPR) (الاتحاد من أجل حركة شعبية (UMP) لاحقا) | أعيد انتخابه في مارس 1983 أعيد انتخابه في مارس 1989 استقال في مايو 1995 بسبب فوزه بمنصب رئيس الجمهورية الفرنسية                                                    |
| جان تيباري |       | 22 مايو 1995   | 24 مارس 2001   |       | تجمع من أجل الجمهورية (RPR) (الاتحاد من أجل حركة شعبية (UMP) لاحقا) | أنتخب في مايو 1995 (إنتخاب غير مباشر) انتخب في يونيو 1995 (إنتخاب مباشر)                                                                                           |
| برترون ديلانوي                                                                                                 |       | 25 مارس 2001   | 5 أبريل 2014   |       | الحزب الاشتراكي (PS)                                                | أول عمدة إشتراكي لباريس انتخب في 2001 بعدد أصوات قليل أعيد انتخابه في مارس 2008 وهو أول عمدة لمدينة كبيرة ذو ميول مثلية جنسية وكان معروف بذلك من قِبل كل المنتخبين. |
| آن هيدالغو |       | 5 أبريل 2014   | الآن           |       | الحزب الاشتراكي (PS)                                                | أول عمدة امرأة لباريس (نيكول دو أوتكلوك هي أول امرأة ترأس مجلس باريس (1972-1973))                                                                                  |

## مقالات ذات صلة
- بلدية باريس
- قصر بلدية باريس
- قائمة رؤساء مجلس باريس
- القانون التنظيم الإداري لباريس ومارسيليا وليون
- قائمة عمد دوائر باريس
- عميد باريس
- مجلس بلدي (باريس)
- انتخابات بلدية في فرنسا

## روابط خارجية
- تاريخ عمد باريس على الموقع الرسمي لمدينة باريس.
- الموقع الرسمي لجمعية عمد فرنسا.